# Unterfarrnbacher Straße 174

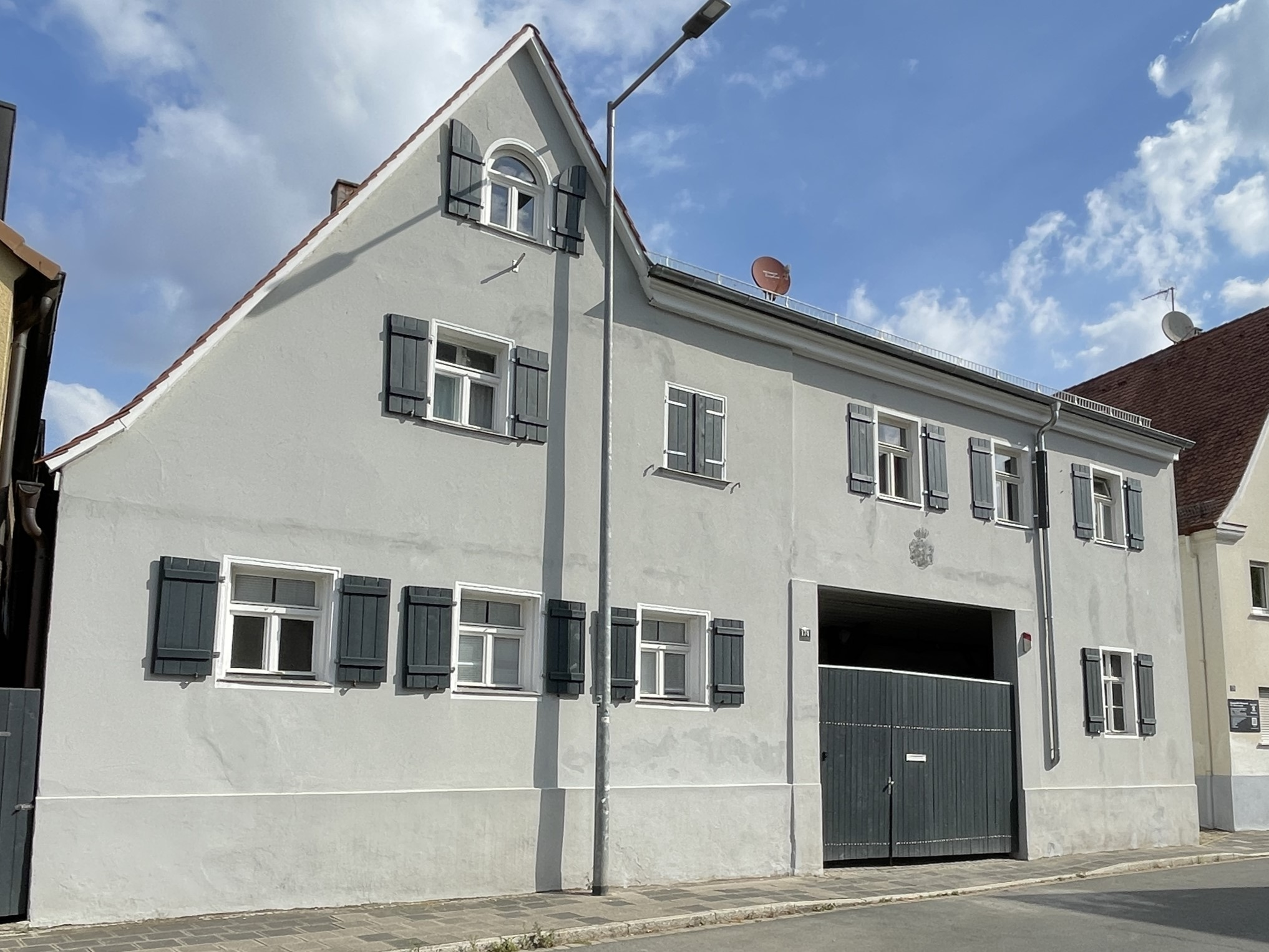
Unterfarrnbacher Str. 174 (2025)

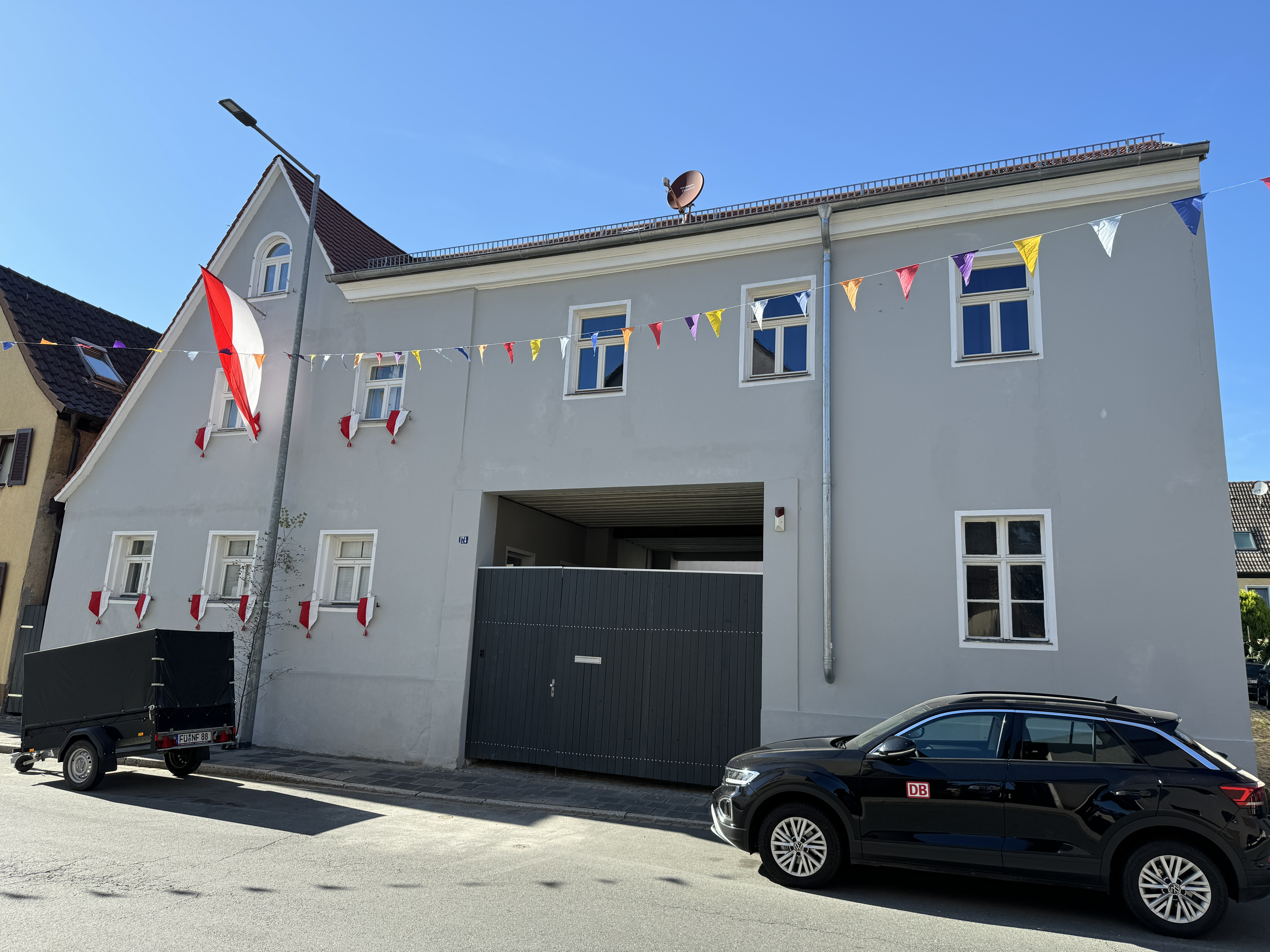
Hofanlage Unterfarrnbacher Straße 174, 2024

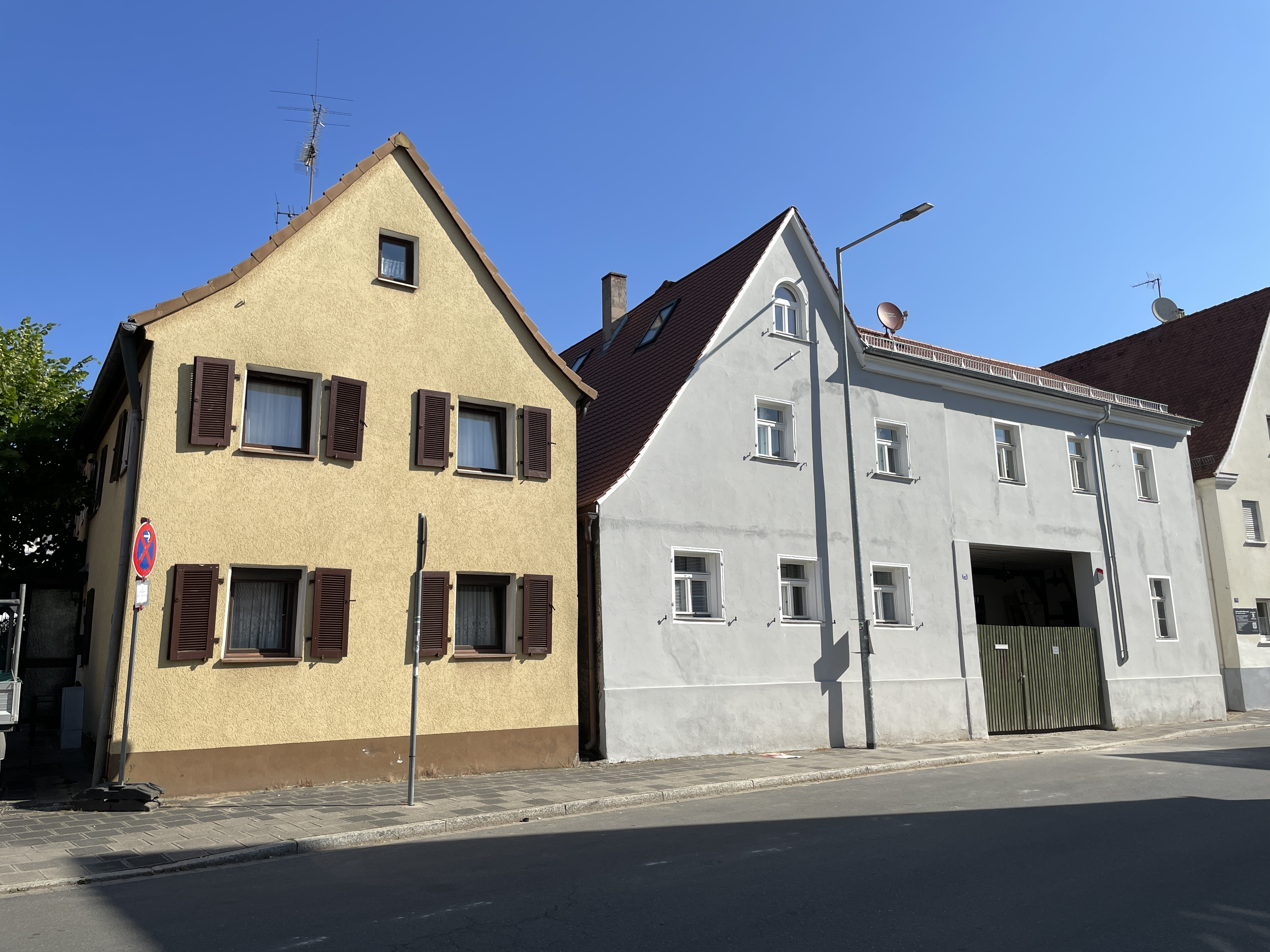
Außenansicht Haus Unterfarrnbacher Str. 174, 2023

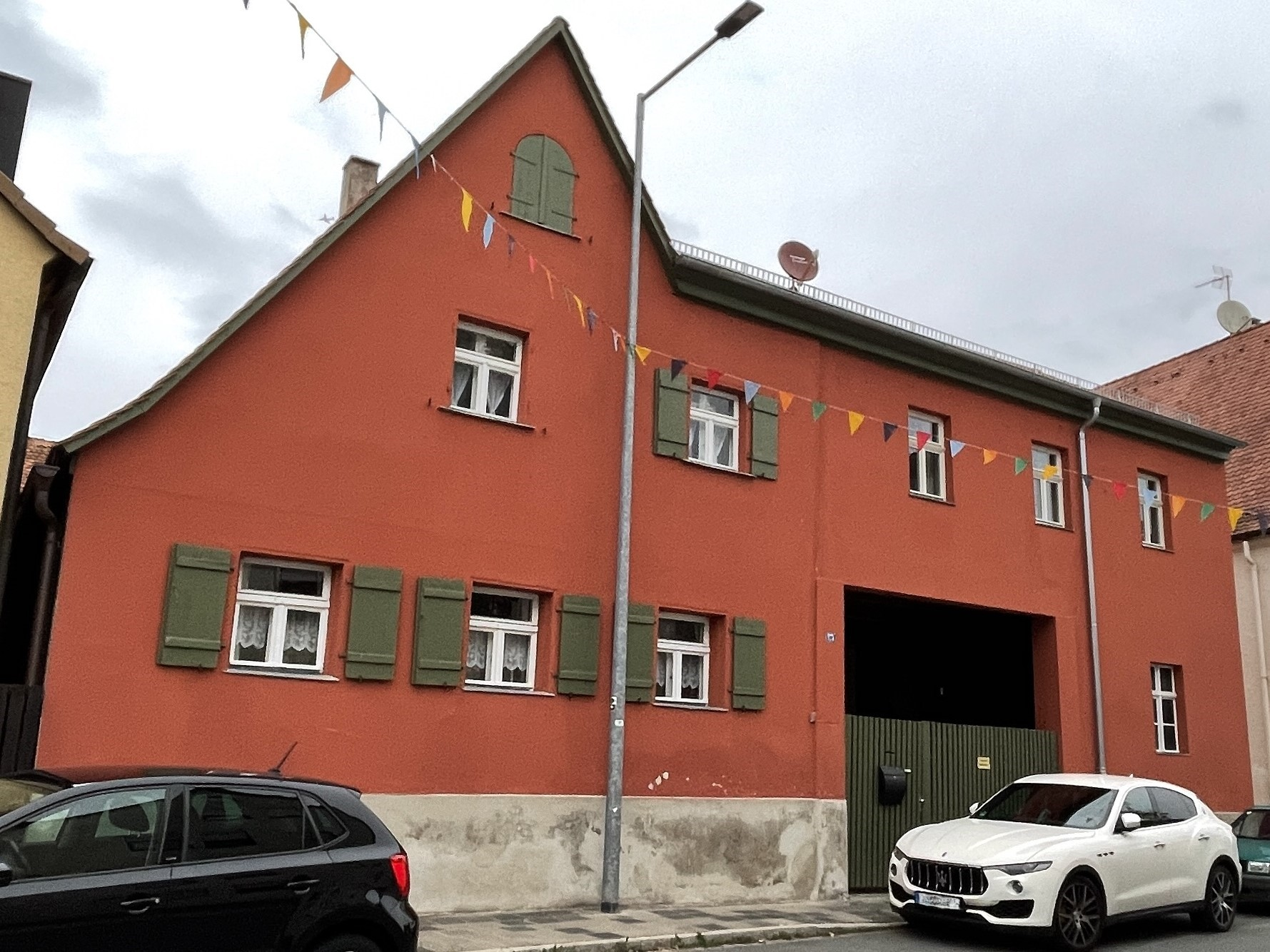
Unterfarrnbacher Str. 174, 2021

Die Hofanlage Unterfarrnbacher Straße 174 befindet sich im Fürther Gemeindeteil Unterfarrnbach. Diese steht unter Denkmalschutz und ist im Denkmalatlas des Bayerischen Landesamts für Denkmalpflege unter der Aktennummer D-5-63-000-2072 erfasst, welche folgende Basisdaten liefert:

## Baudenkmal
Dieses Baudenkmal, welches mehreren Bauphasen zugeordnet wird, umfasst eine Hofanlage mit Wohn- und Wirtschaftsgebäuden, (ehemaligen) Festsaal und Gaststube, Stall und Scheune.
Das Wohnhaus mit Gaststube ist ein eingeschossiger, giebelständiger Bau mit Frackdach, westlicher Traufseite und südlichem Giebel. Dieser Gebäudeteil ist der älteste, welcher als Fachwerk mit Sandsteinsockel ausgeführt ist. Die Datierung erfolgt auf das 18. bzw. frühe 19. Jahrhundert.
Im Jahr 2018 erfolgte eine Untersuchung mit anschließendem Bericht von Yvonne Schubert aus Bamberg, welche weitere Erkenntnisse zu Tage bringen konnte:
„Aufgrund den Erkenntnissen im Zusammenhang mit der vorliegenden Dokumentation, des Sichtfachwerks, der gebogenen Fußbänder und der barocken Fenster und Türen kann das Wohnhaus auf das frühe 18. Jahrhundert datiert werden und hatte ursprünglich ein Sattel- bzw. Pfettendachstuhl. Somit ist auch die Treppenanlage zum Dachstuhl erst mit dem Ausbau des Festsaals entstanden.“
Das an das Wohnhaus rückwärtig anschließende Stallgebäude wird um 1920 datiert. Das Stallgebäude ist zur linken Seite, wie bereits erwähnt an das Wohnhaus und an der rechten Seite an das Scheunengebäude eingefügt. Vor 1920 war schon ein Stallgebäude vorhanden, wie sich aus einem Plan aus dem Jahr 1907 ergibt. Bei einer Ortsbegehung mit dem Bayer. Landesamt für Denkmalpflege und der Unteren Denkmalschutzbehörde der Stadt Fürth wurde im Frühjahr 2022 festgestellt, dass im Inneren des Stalles zwei zugesetzte Fenster aus der Barockzeit vorhanden sind.
Bei der Hofdurchfahrt und den Wirtschaftsräumen im Erdgeschoss sowie dem Festsaal im Obergeschoss handelt es sich um einen zweigeschossigen Bau mit traufseitigem Satteldach, welches auf das späte 19. / frühe 20. Jahrhundert datiert wird.
Die Scheune dieser Hofanlage bildet den Abschluss, ein traufseitig angelegter Sandsteinquaderbau mit tiefgezogenem Satteldach. Auch dieser Bau wird auf das 18. bzw. frühe 19. Jahrhundert datiert und entspricht der gleichen Bauphase wie das Wohngebäude.

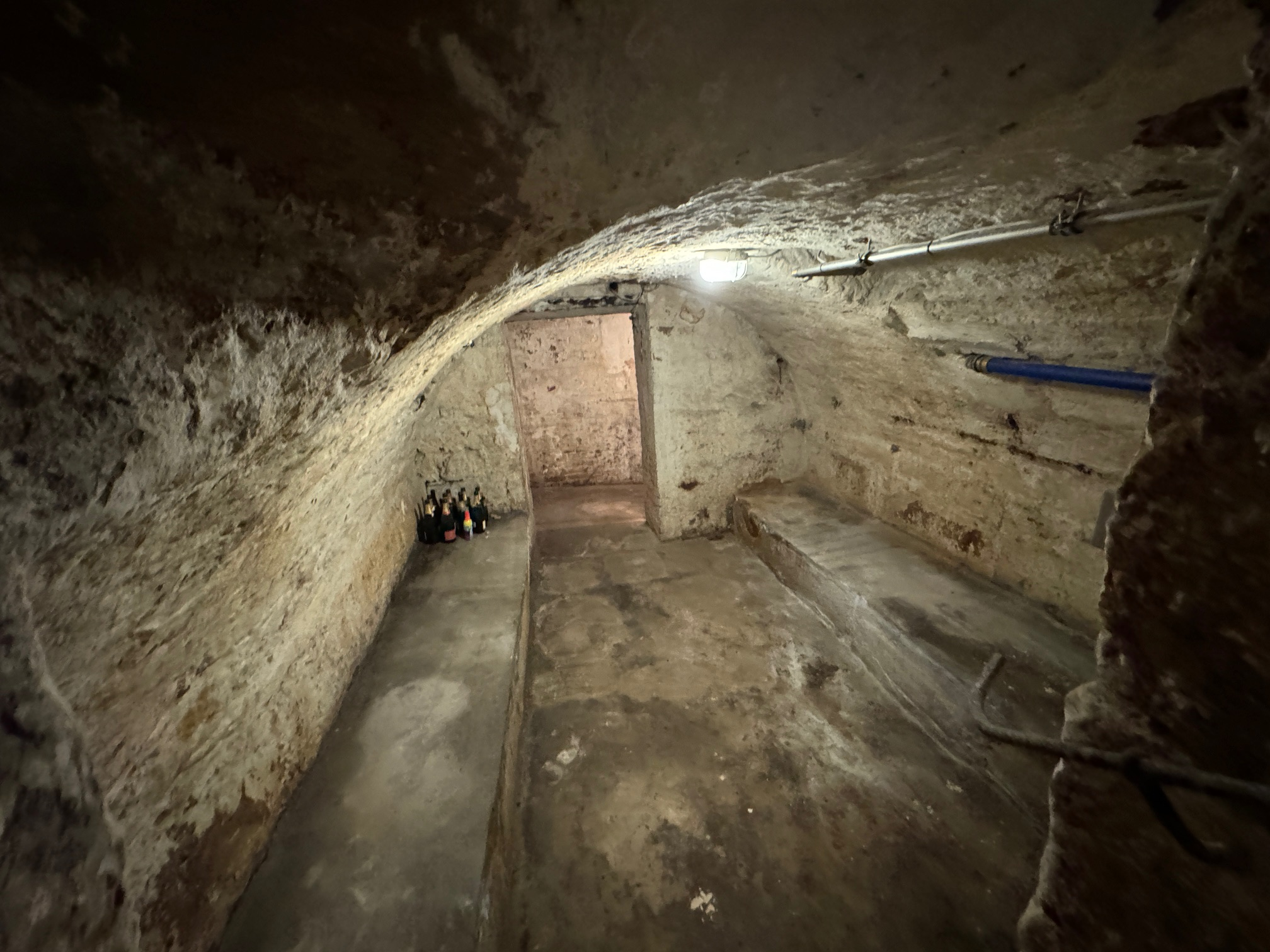
Gewölbekeller

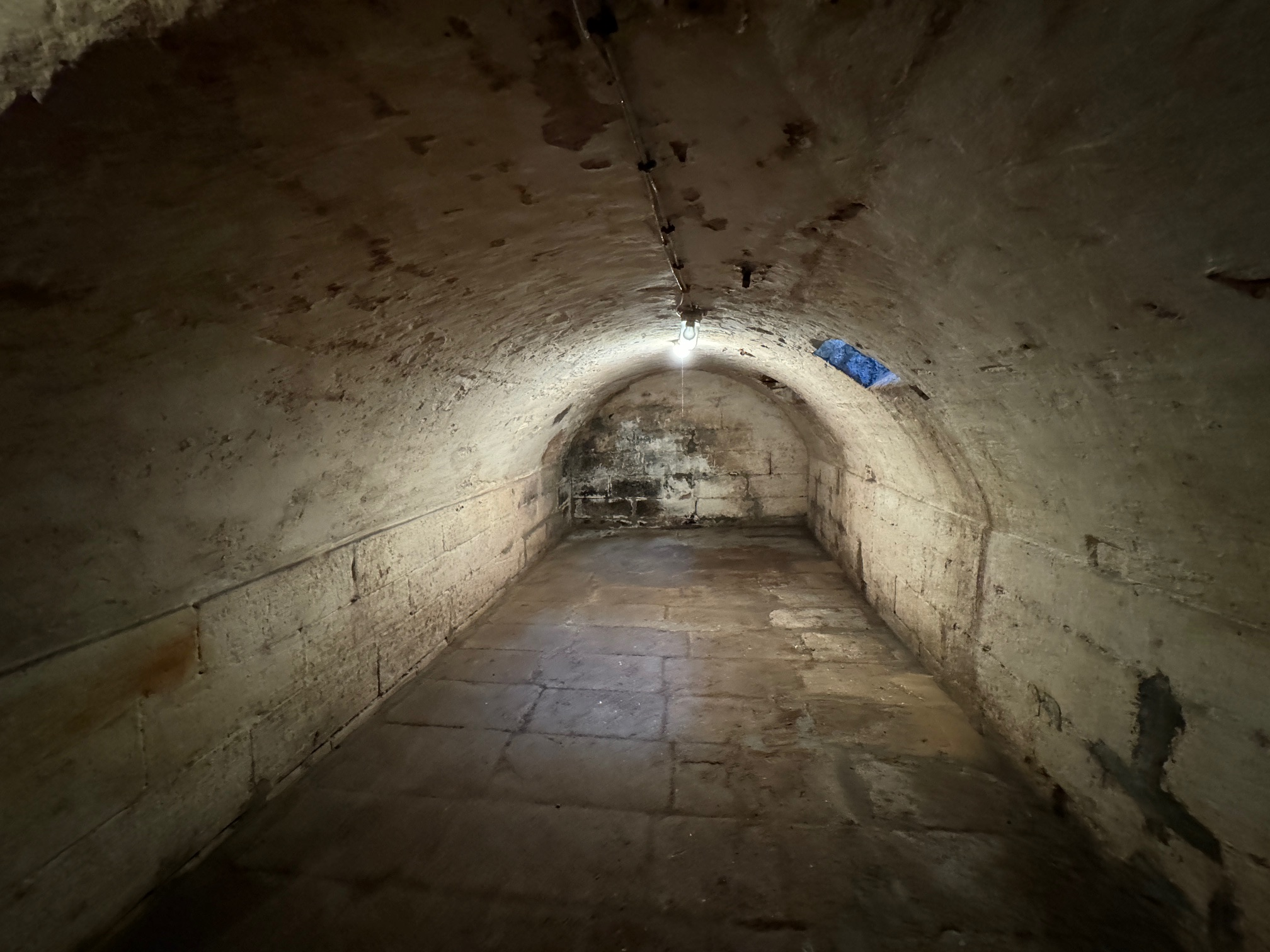
Gewölbekeller 2

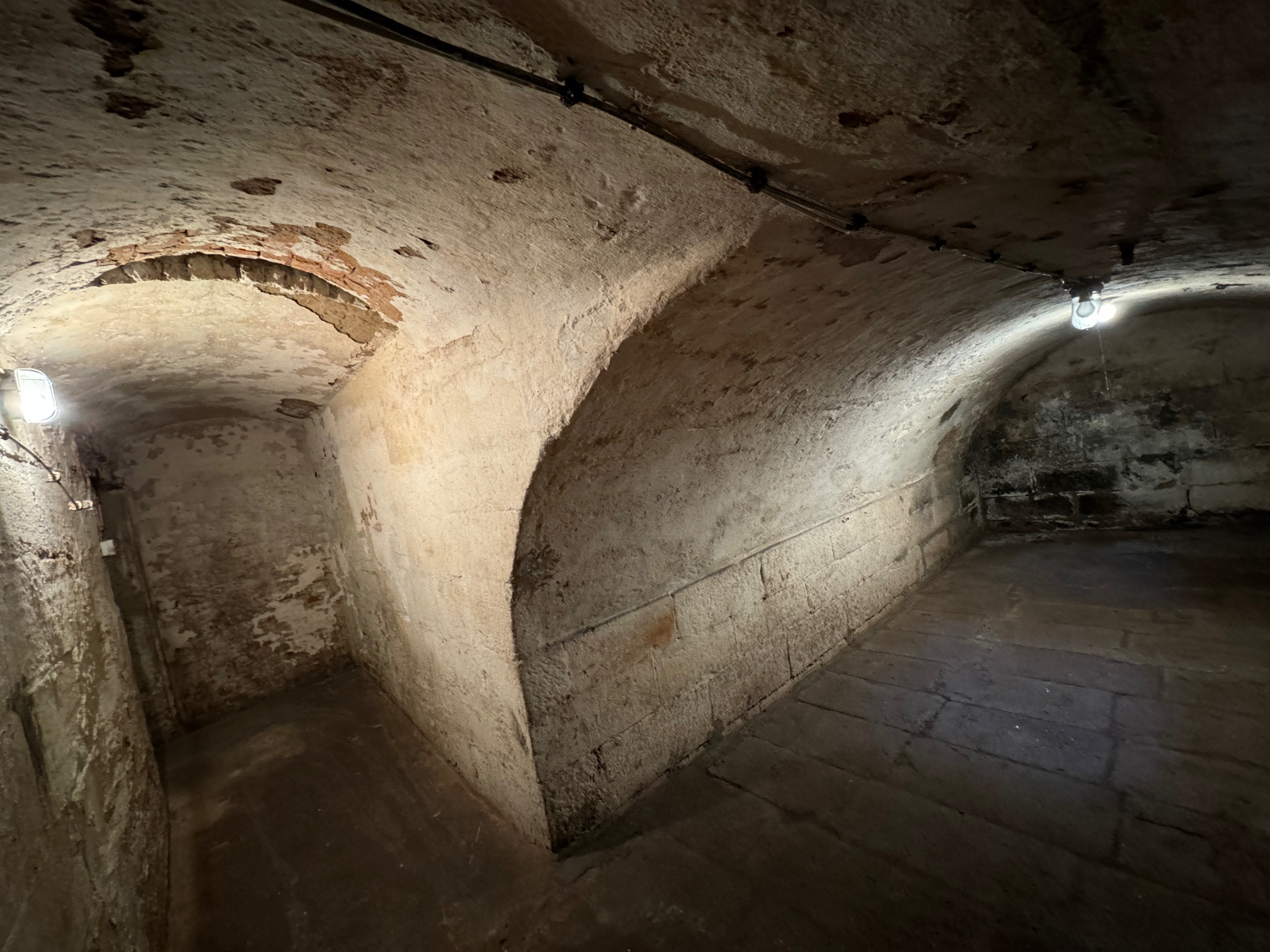
Gewölbe mit Gang

Das Wohnhaus und der alte Stall wurden auf einer Stelle errichtet, auf welcher bereits ein Vorgängerbau stand. Der Vorgängerbau wurde wahrscheinlich durch den Dreißigjährigen Krieg – wie die meisten Gebäude im Fürther Umkreis – zerstört. Unter dem Wohnhaus und unter der Fläche des alten Stalls befinden sich zwei Gewölbekeller. Hier sieht man, dass im ersten Keller zwei zugemauerte Lichtschächte im jetzigen Wohnhaus enden würden. Auch ist deutlich erkennbar, dass die beiden unterirdischen Räume später miteinander verbunden wurden. Des Weiteren sind im zweiten Raum Spuren einer ehemaligen Treppe erkennbar, die entweder ins Freie oder in ein anderes Haus führte.
Das Anwesen war Jahrzehnte unbewohnt und wurde 2018 vom damaligen Leiter des Denkmalamtes erworben und teilweise saniert. 2021 wurde das Anwesen von anderen Eigentümern übernommen, die es von 2022 bis 2024 in Abstimmung mit der Denkmalschutzbehörde sanierten.

## Ehemaliges Gasthaus „Zum rothen Ochsen“
Es ist nicht bekannt, seit wann das Gasthaus „Zum rothen Ochsen“ in diesem Haus existierte und wann der Betrieb eingestellt wurde. Der Besitzer Leonhard Zimmermann wurde 1935 noch als Wirt im Einwohner-Buch der Stadt Fürth genannt. Nach dem Zweiten Weltkrieg soll das Gasthaus bereits nicht mehr bestanden haben.
Das Gasthaus verfügte im Erdgeschoss über die Gaststube, ein Nebenzimmer, die Küche und die Schänke. Ebenfalls befand sich im Erdgeschoss die Wohnung des Pächters. Im Obergeschoss befand sich der Festsaal – auch Tanzsaal genannt –, der direkt von außen über eine Treppe erreichbar war, sowie über das Haupthaus. Zudem befanden sich im Obergeschoss zwei Fremdenzimmer und die Wohnung des Eigentümers. Unter dem Festsaal befanden sich die Veranda („Biergarten“) und das Schlachthaus mit Räucherkammer.

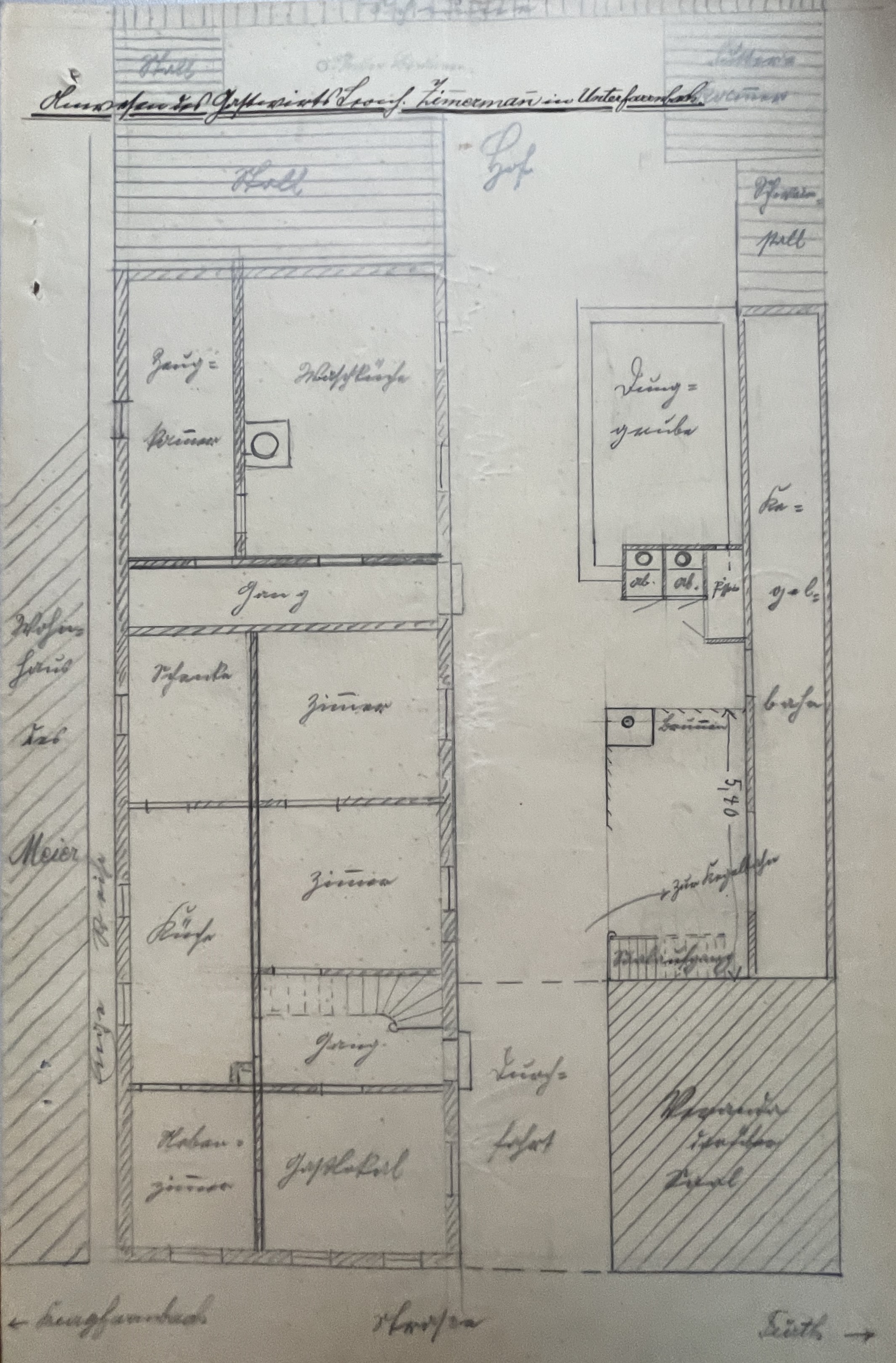
Grundriss Gasthaus Rother Ochse, 1907

Als besondere Einrichtung verfügte der „Rothe Ochse“ über eine Kegelbahn. Vermutlich um 1920 wurde diese aufgegeben und teilweise auf deren Stelle ein langgezogenes Stallgebäude für Hühner und Schweine errichtet. Im Außenbereich waren zwei Brunnen vorhanden. Einer davon ist bis heute vorhanden und führt noch Wasser.

Zum Rothen Ochsen, Unterfarrnbach, 1915

Unterfarrnbach Ansicht, Gasthaus „Zum Rothen Ochsen“, um 1905

## Hausname und Hausnummer
Hausnamen gab es bereits lange, bevor Hausnummern eingeführt wurden. Bei diesem Anwesen wurde bereits in der ersten Hälfte des 18. Jahrhunderts der Hausname „Beim Waitz“ verwendet. Bei einigen Einwohnern von Unterfarrnbach ist noch der Hausname „Beim Zimmermann“ geläufig.
Bevor das Anwesen in der Unterfarrnbacher Straße die Hausnummer 174 erhielt, war die Bezeichnung „Unterfarrnbach, Hausnummer 38“.
Der Eigentümer brachte 2024 eine neue emaillierte Hausnummerntafel an, welche an das ehemalige Gasthaus „Zum rothen Ochsen“ erinnert.

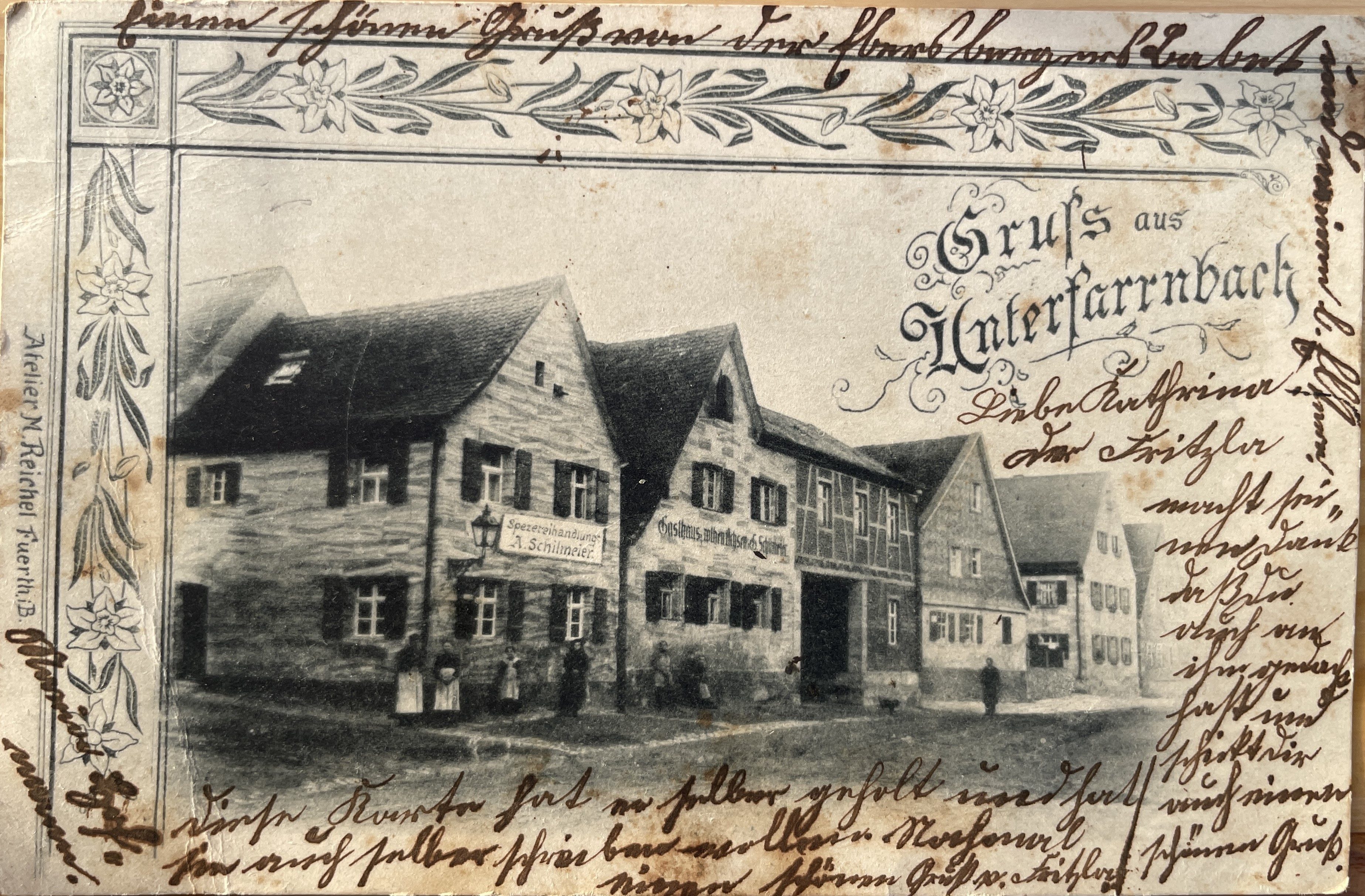
Postkarte um 1900 Roter Ochse Unterfarrnbach

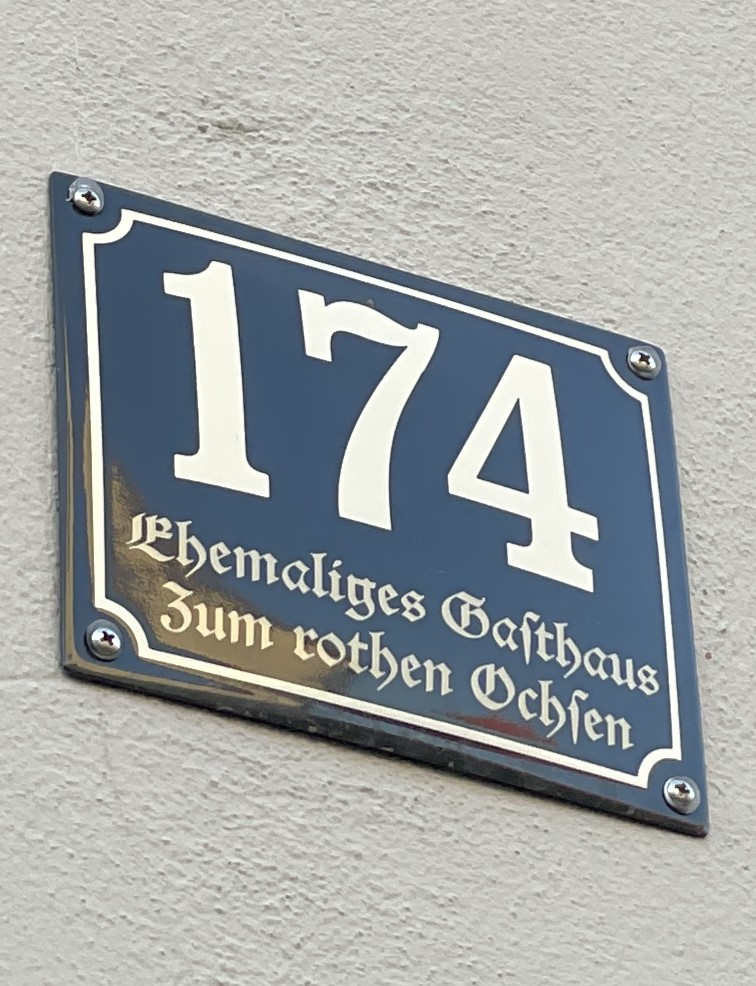
Hausnummer 174, Zum rothen Ochsen

## Eigentümer
Folgende Eigentümer von 1600 bis 1924 konnten durch Gottlieb Wunschel festgestellt werden:
- 1600 Seiz Max
- 1620 Loder Conz
- 1640 Waitz Cuntz
- 1660 Kilian Lienhard
- 1670 Böß Gabriel
- 1670 Pflüger Gabriel (?)
- 1690 Mayr Hannß
- 1700 Ebersperger Hannß
- 1723 Waiz Johann
- 1773 Waiz Friedrich
- 1806 Waiz Georg Friedrich
- 1817 List Friedrich
- 1839 Rotter Johann Michael
- 1847 Rotter Christianne, Wwe.
- 1859 Rotter Georg Wolfgang
- 1865 Knorr Johann Georg und Marg.
- um 1876 Schilmeier Georg
- um 1907 Zimmermann Leonhard
- um 1957 Zimmermann Johann
- 19?? Zimmermann Friedrich
- 2018 Laskarides Stefan
- 2021 neuer Eigentümer

## Fundstücke

### Versteigerung 1838
Aus dem Intelligenz-Blatt für Mittelfranken vom 3. Oktober 1838 lässt sich folgendes Ereignis entnehmen:

„Nachdem sich bei der gerichtlichen Inventarisation des Nachlaßes des unterm 1. Juni d. Js. [1838] verstorbenen Bauers und Wirth Friedrich List, sen. zu Unterfarrnbach die Unzugänglichkeit des Vermögens zur Befriedigung sämmtlicher Nachlaßgläubiger ergeben, und das Consistorium der zur Erbschaft sich entschlagen hat, so ist von unterzeichnetem Gerichte über diesen Nachlaß die Eröffnung des Universal-Conkurses beschlossen worden. Daher werden die gesetzlichen Ediktstage und zwar
1) zur Anmeldung und Nachweisung der Forderung auf Mittwoch, den 7. November d. Js.
2) zur Vorbringung der Einreden auf Montag, den 10. Dezember d. Js.
3) zur Schlußverhandlung nämlich
a) zur Replik auf Freitag, den 11. Januar 1839
b) zur Duplik auf Montag, den 28. Januar 1839
jedesmal Vormittags 9 Uhr festgesetzt, und sämmtliche unbekannte Gläubiger unter dem Bedrohen hierzu vorgeladen, daß die unterlassene Anmeldung am 1. Ediktstage den Ausschluß von der Masse und die Versäumung der übrigen Ediktstage den Ausschluß mit der treffenden Handlung zur Folge hat. Zugleich werden diejenigen, welche zur Nachlaßmasse gehörigen Gegenstände etwa in Händen haben, aufgefordert solches bei Gericht, bei Vermeidung des Werths-Ersatzes und des Verlustes ihrer Forderung an die Masse, unter Vorbehalte ihrer Rechte daran bei Gericht abzuliefern. Um allenfals zwecklosen Liquidationen vorzubringen, wird zur allgemeinen Kenntnis gebracht, daß nach dem Inventurprotocolle die Aktivmasse in Folge gerichtlicher Schätzung sich auf 3082 fl. 27. kr., der Schuldenstand aber, worunter 3700 fl. 49 1/2 kr. Hypotheken-Kapitalien begriffen sind, sich auf 5923 fl. 49 1/2 kr. belaufe, so daß mithin schon jetzt eine Überschuldung von 2841 fl. 22 1/2 kr. sich zeigt. Zugleich wird zum öffentlichen Verkauf zur Nachlaß- und rücksichtsweise der Gantmasse gehörigen Grundbesitzungen Termin auf Mittwoch, den 8. Dezember d. Js. Vorm. 9 Uhr im Listischen Hause zu Unterfarrnbach bezielt, wovon besitz- und zahlungsfähige Kauflustige hiermit in Kenntnis gesetzt werden, um ihre Angebote zu Protokoll zu geben, und des Zuschlages nach den gesetzlichen Bestimmungen der Novelle vom 17. Novemberg 1837 und des Hypotheken-Gesetzes gewärtig zu sein.
Die Kaufobjekte sind
a) ein Gut Nr. 38. zu Unterfarrnbach grundbar zum k. Aerar, bestehend in 1 Wohnhaus, worauf die Wirthschaft betrieben wird, 1 Stadel, 1 Schweinestall, ein gemeinschaftlicher Backofen, Hofraith, Gärtchen, dem Gemeinderecht und dem Recht von 2 Grundstücken 25 kr. Zins und 40 Eier zu beziehen, ferner 3 Tagw. 65 Dez. Felder und 63 Dez. Wiese, handlohnbar zu 6 2/3 prEt. und giebt außerdem noch mehrere jährliche Geld- und Naturalreichniße theils zum k. Aerar, theils zur Freiherrlich von Pflummerischen Grundherrschaft ist zehentbar. Der Schätzungswerth ist 2850 fl.
Hypothekenbuch 1. Seite 92.;
b) 3 Gewandter Aecker, nach der neuen Vermessung bestehend in
   98 Dez. am Schmidtbaum, PlNr. 268 a.b.
    34 Dez. das Rathlein, PlNr. 240,
    50 Dez. Fröschlach, PlNr. 300,
mit dem Gesamtwerthe von 175 fl., grund-, erbzinnslehen-, und handlohnbar, dann zehentpflichtig,
Hypothekenbuch I. Seite 96.
Nürnberg, am 7. September 1838.
Königliches Landgericht.
Frhr. v. Kreß, Landrichter.“

### Erinnerungsobjekte

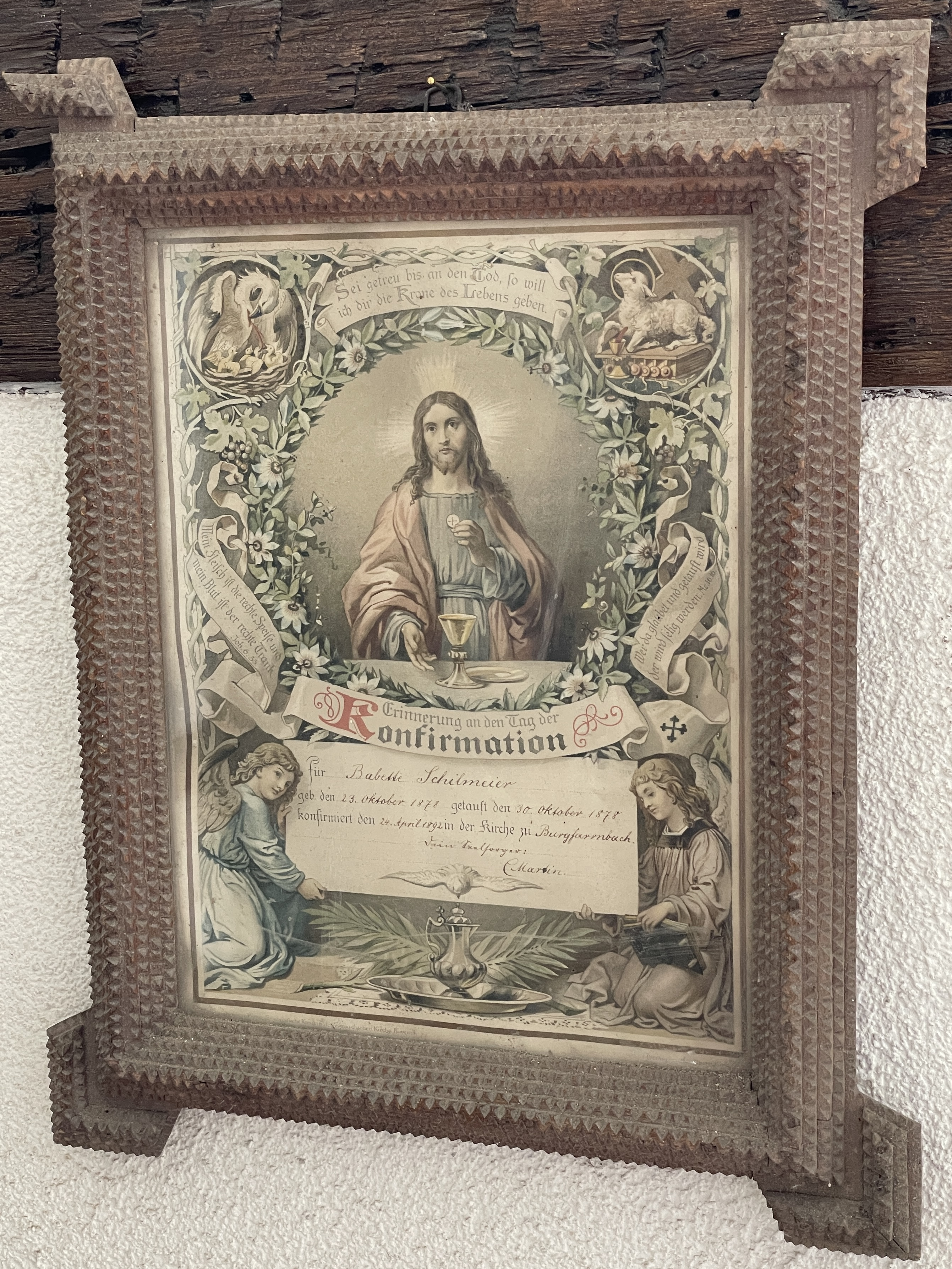
Konfirmationsandenken 1878
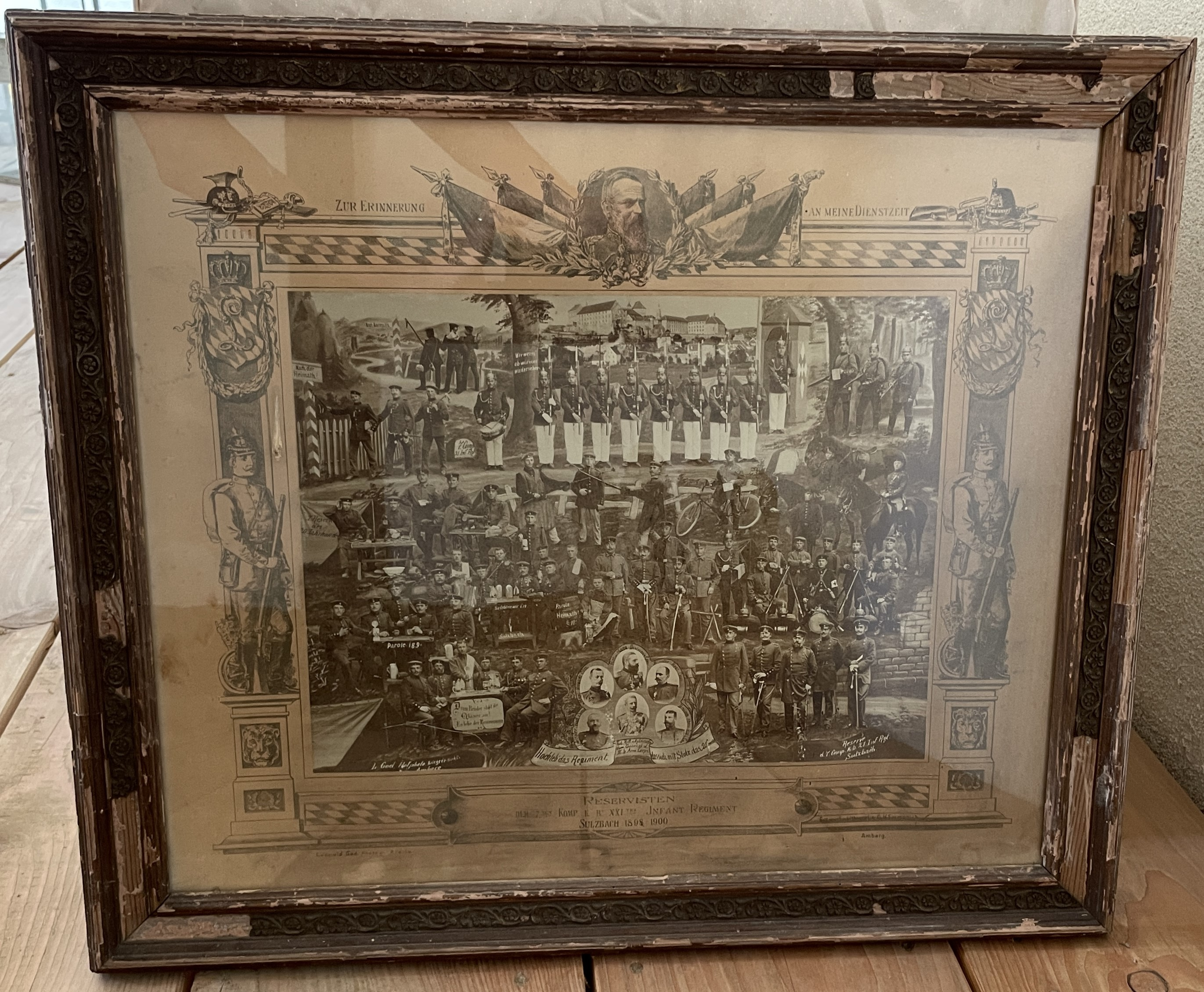
Andenken an die Dienstzeit 1900
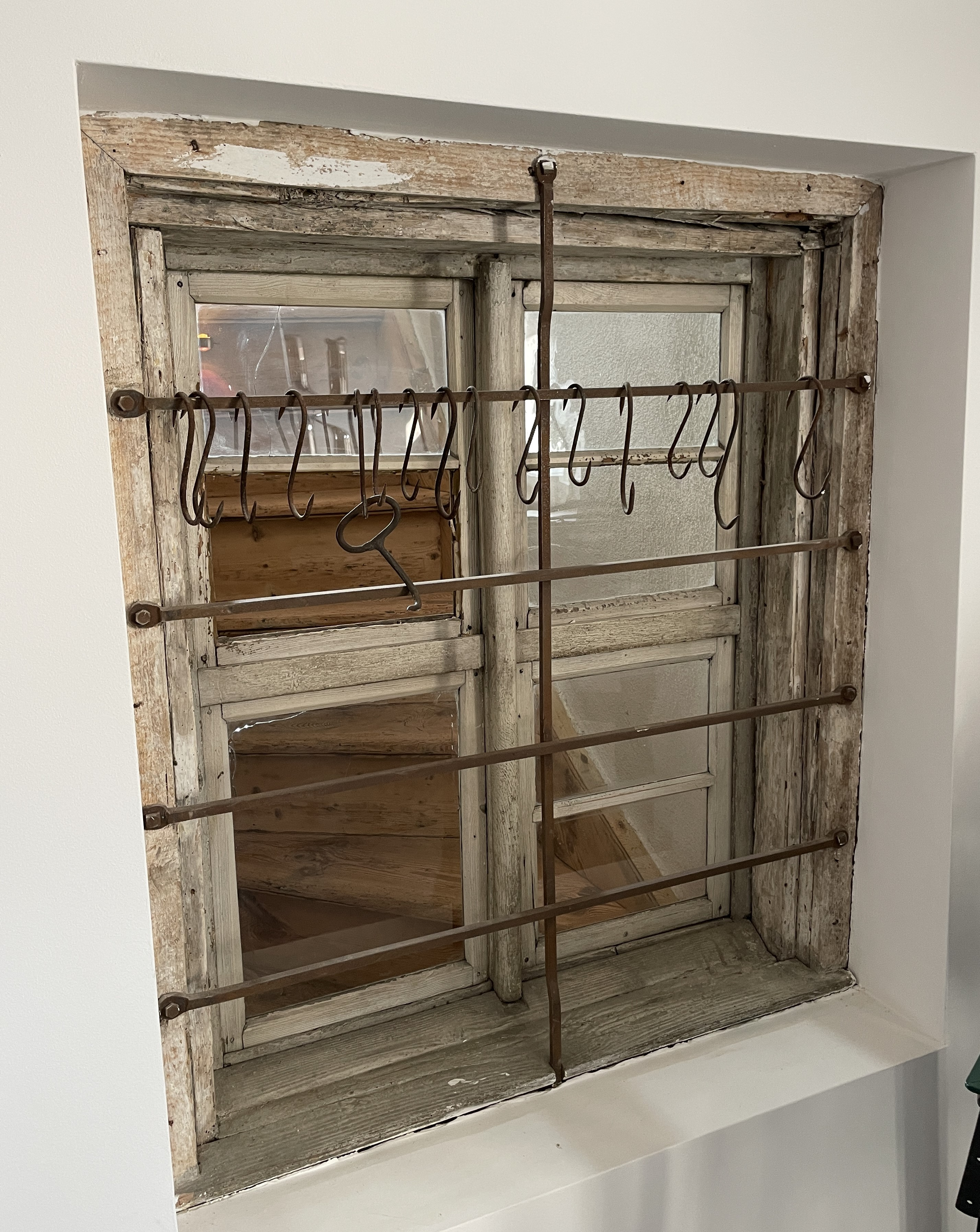
Barockes Fenster im Obergeschoss („Außenansicht“)
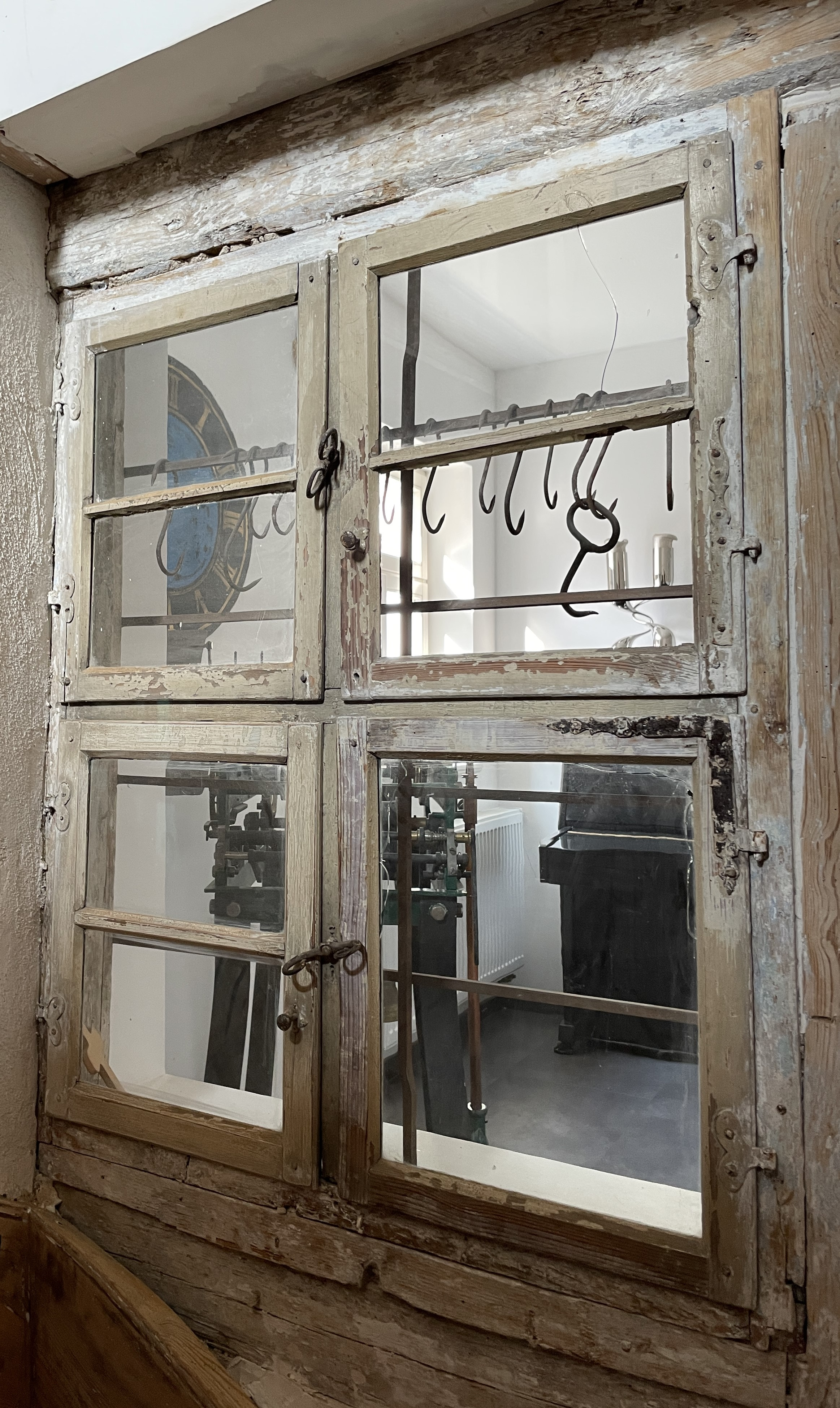
Barockes Fenster im Obergeschoss („Innenansicht“)

### Pächter im Jahr 1865
Im Stadtarchiv der Stadt Fürth, befindet sich ein Akt, in dem ein Pachtvertrag vom 10. August 1865 enthalten ist:
Zwischen dem Bauern und Wirtschaftsbesitzer Johann Georg Knorr zu Unterfarrnbach und dem Gastwirt und Getreidehändler Michael Haas, ebenfalls zu Unterfarrnbach, wurde ein Pachtvertrag auf sechs Jahre (1865 bis 1871) abgeschlossen, in welchem geregelt wurde, welche Bereiche im Anwesen Haus-Nr. 38 des Eigentümers vom Pächter genutzt werden konnte:
1.	Im Wohnhaus zu ebener Erde:
- die Wirtsstube inkl. Verschlag zur Wohnung,
- drei Kammern,
- die Küche mit Anschluss an Tenne
- der Keller im Tiefgeschosse und
- die obere Stube, eine Steige

2.	Die am Wohnhaus befindliche Kegellega [Kegelbahn]
3.	Die zu Haus Nr. 38 gehörigen Scheunen
den Stadeltennen und die Viehstallung
4.	Den an die vorbeschriebene Scheune gebauten Schweinestall und
5.	die an dem Wohnhause liegenden zwei Hausgärtchen.
Zudem übergab der Verpächter dem Pächter folgende Wirtschaftsutensilien zum Gebrauche:
- 4 Wirtstafeln
- 12 Stühle
- 21 beschlagene Maßkrüge
- 2 unbeschlagene Glaskrüge
- 47 beschlagene Seidleinsgläser
- 22 Schoppengläser
- 10 Branntweingläser
- 3 große Kutterkrüge
- 3 kleinere derselben
- 2 zinnerne Branntweinbecher
- 2 Salzfässchen
- 4 hölzerne Leuchter
- 4 Putzschere hierzu
- 6 Kartenspielschälchen und
- 3 Bierhahnen, f. g. Bierreiber

Der Pachtzins betrug 100 Gulden jährlich, welche vierteljährlich zu 25 Gulden bezahlt werden konnten.